# Амени Кемау
Амени Кемау — египетский фараон начала XIII династии, правившей во время Второго переходного периода. По мнению египтологов Кима Рихолта и Дарелла Бейкера, он был пятым фараоном в династии и правил всего два года над большей частью Египта, за исключением, возможно, Восточной дельты Нила, с 1793 по 1791 года до н. э..

## Семья
Египтолог Ким Рихолт отмечает, что Амени Кемау имеет имя с указанием родства своего владельца. Действительно, Амени Кемау может быть прочитано как «[Сын] Амени[,] Кемау». Рихолт приходит к выводу, что Амени в имени обозначает его предшественника Секемкаре Аменемхета V и что Кемау — его сын. Такого же мнения придерживается египтолог Дарелл Бейкер, но не Юрген фон Бекерат, который оставил позицию Амени Кемау в XIII династии неопределённой в его справочнике о египетских фараонах. Преемник Амени Кемау, Кемау Сихарнеджхеритеф, возможно, был его сыном, так как «Кемау Сихарнеджхеритеф» может быть прочитано как «Сын Кемау, Хорус защищает его отца».

## Свидетельства
Помимо пирамиды в Дахшуре, Амени Кемау является плохо засвидетельствованным фараоном: его имя не упомянуто на Туринском царском папирусе и единственным современным свидетельством его существования являются фрагменты из четырёх именных каноп, найденных в пирамиде. Дополнительная плакетка неизвестного происхождения носит его имя, но может быть современной подделкой. Личность Амени Кемау является неопределённой и предпринимались попытки отождествить его с лучше засвидетельствованными фараонами этого периода, в частности, с Сехотепибре, который появляется в Туринском списке после Аменемхета V. Однако, Рихолт считает, что имя Кемау было потеряно в лакуне wsf Туринского списка, расположенной непосредственно перед Аменемхетом V. Лакуна wsf (буквально «утерянная») обозначает пробел в исходном документе, из которого канон был скопирован во времена XIX династии.

## Пирамида
Амени Кемау построил для себя пирамиду на юге Дахшура. Пирамида обнаружена в 1957 году Чарльзом Музом и исследована только в 1968 году. Пирамида первоначально составляла 35 метров в высоту и 52 метра в ширину с каждой стороны, но она была разрушена грабителями. Погребальная камера фараона была сделана из одного большого блока кварцита, похожего на тот, что в пирамиде Аменемхета III в Хаваре, в пирамидах Мазгуны и в недавно[уточнить] обнаруженной пирамиде Себекхотепа II в Абидосе. Блок высечен под саркофаг и канопы фараона, но были найдены только их фрагменты и неопознанные кости.